# کازل لورانی
کازل لورانی (به ایتالیایی: Caselle Lurani) یک کومونه در ایتالیا است که در استان لودی واقع شده‌است.

## خصوصیات
کازل لورانی ۷٫۶ کیلومترمربع مساحت و ۲٬۶۲۷ نفر جمعیت دارد.